# Haut-commissaire pour la Palestine et la Transjordanie
Le haut-commissaire pour la Palestine est la plus haute autorité représentant le Royaume-Uni dans les territoires sous mandat de la Palestine, et le haut-commissaire pour la Transjordanie est la plus haute autorité représentant le Royaume-Uni en Transjordanie. Ces postes ont toujours été occupés simultanément par une seule personne après la création du poste de haut-commissaire pour la Transjordanie en 1928.
Le représentant britannique à Amman est « responsable devant le haut-commissaire en sa qualité de représentant de la puissance mandataire, mais pas en sa qualité de chef de l'administration palestinienne ».
Ils étaient basés à Jérusalem. Le bureau a commencé à fonctionner le 1er juillet 1920, avant le début du mandat le 29 septembre 1923, et a remplacé l'occupation militaire britannique dans le cadre de l'Administration des territoires ennemis occupés, qui avait fonctionné en Palestine en 1917-1918. Le bureau a cessé d'exister à l'expiration du mandat, le 15 mai 1948. 
Lorsque le poste de haut-commissaire était vacant ou que le haut-commissaire n'était pas en mesure d'exercer ses fonctions pour une raison quelconque, une personne qui était habituellement le secrétaire en chef du gouvernement de Palestine était nommée pour exercer les mêmes fonctions avec les mêmes pouvoirs.

## Listes des hauts-commissaires pour la Palestine et des hauts-commissaires pour la Transjordanie
| Portrait | Nom                                                               | Entrée en fonction | Fin de fonction  |
| -------- | ----------------------------------------------------------------- | ------------------ | ---------------- |
|          | Herbert Samuel                                                    | 1er juillet 1920   | 30 juin 1925     |
|          | Stewart Symes (en) (intérimaire)                                  | 2 juillet 1925     | 25 août 1925     |
|          | Herbert Plumer                                                    | 25 août 1925       | 31 juillet 1928  |
|          | Harry Luke (en) (intérimaire)                                     | 31 juillet 1928    | 6 décembre 1928  |
|          | John Chancellor                                                   | 6 décembre 1928    | 3 septembre 1931 |
|          | Mark Aitchison Young (intérimaire)                                | 3 septembre 1931   | 20 novembre 1931 |
|          | Arthur Wauchope                                                   | 20 novembre 1931   | 1er mars 1938    |
|          | William Denis Battershill (en) (intérimaire à plusieurs reprises) | 21 juin 1937       | 3 mars 1938      |
|          | Harold MacMichael                                                 | 3 mars 1938        | 30 août 1944     |
|          | John Valentine Wistar Shaw (en) (intérimaire)                     | 30 août 1944       | 31 octobre 1944  |
|          | John Vereker                                                      | 31 octobre 1944    | 5 novembre 1945  |
|          | John Valentine Wistar Shaw (intérimaire)                          | 5 novembre 1945    | 21 novembre 1945 |
|          | Alan Gordon Cunningham                                            | 21 novembre 1945   | 14 mai 1948      |